# 포틀랜드 손스 FC
포틀랜드 손스 FC(Portland Thorns FC)는 내셔널 위민스 사커 리그에 참가하는 미국 오리건주 포틀랜드에 있는 여자 축구팀이다.

## 같이 보기
- 포틀랜드 팀버스